# Гайсмар
Гайсмар (нім. Geismar) — громада в Німеччині, розташована в землі Тюрингія. Входить до складу району Айхсфельд. Складова частина об'єднання громад Ерсгаузен/Гайсмар.
Площа — 19,32 км2. Населення становить 1057 ос. (станом на 31 грудня 2021).

## Галерея

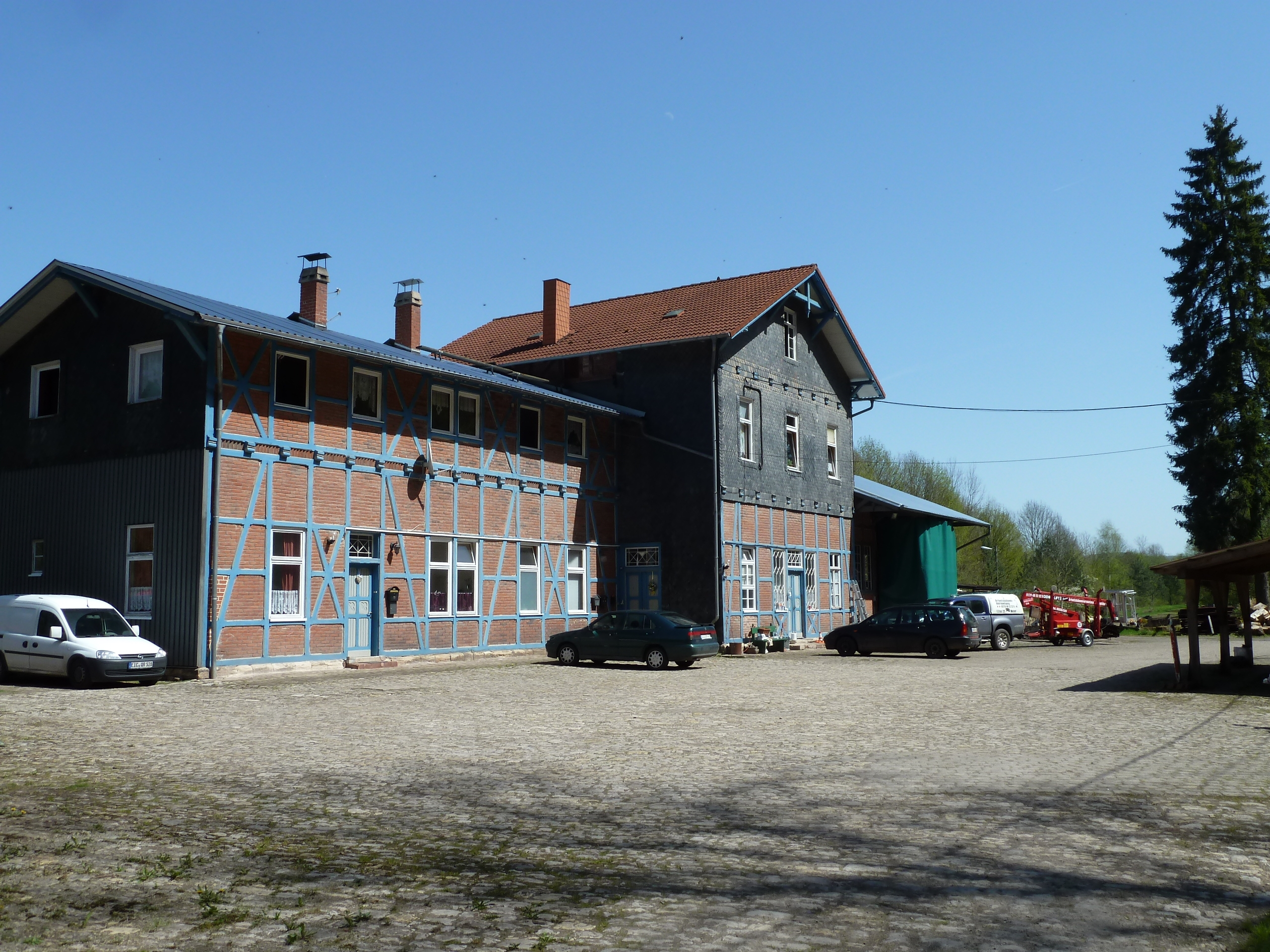
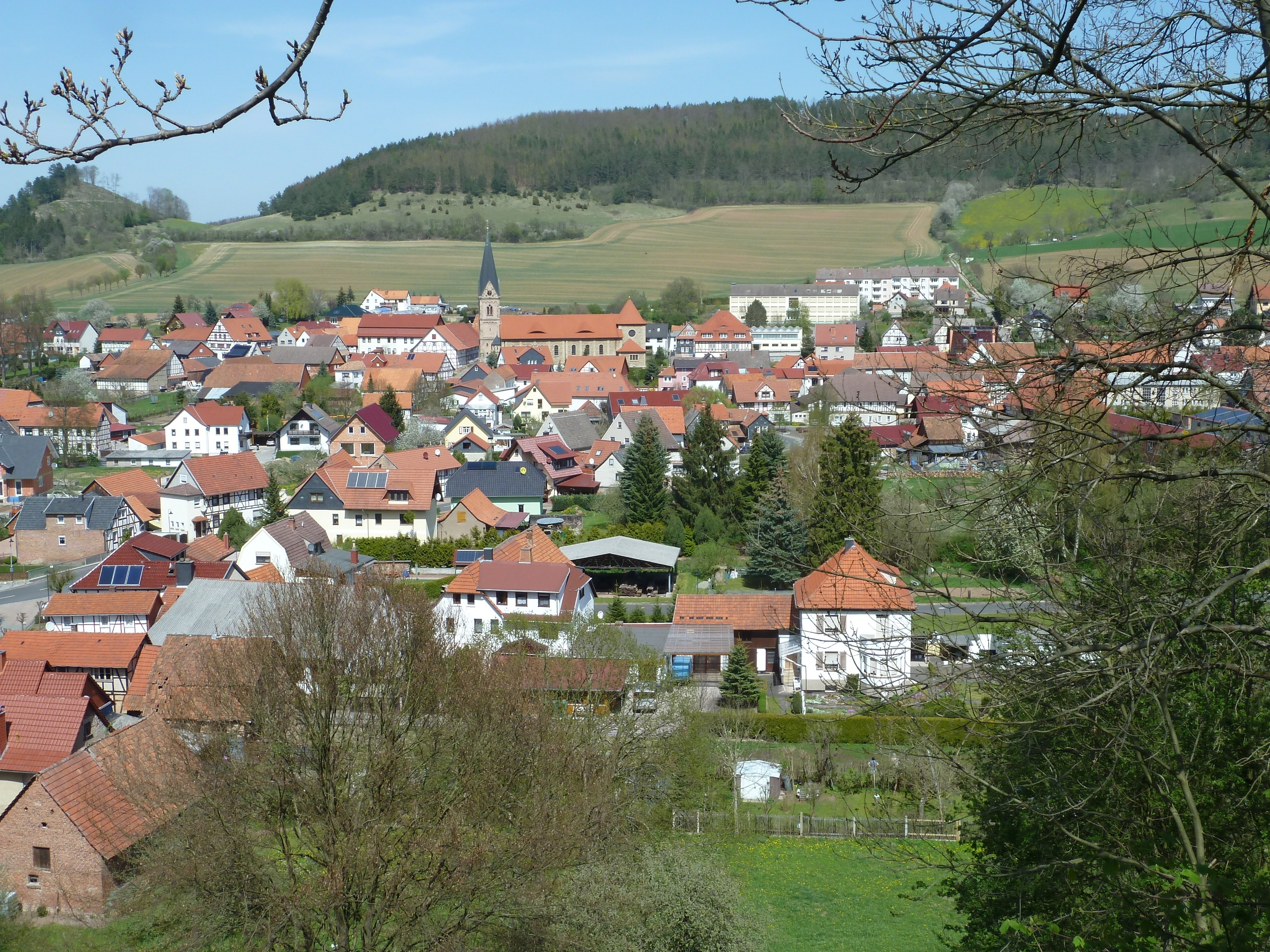
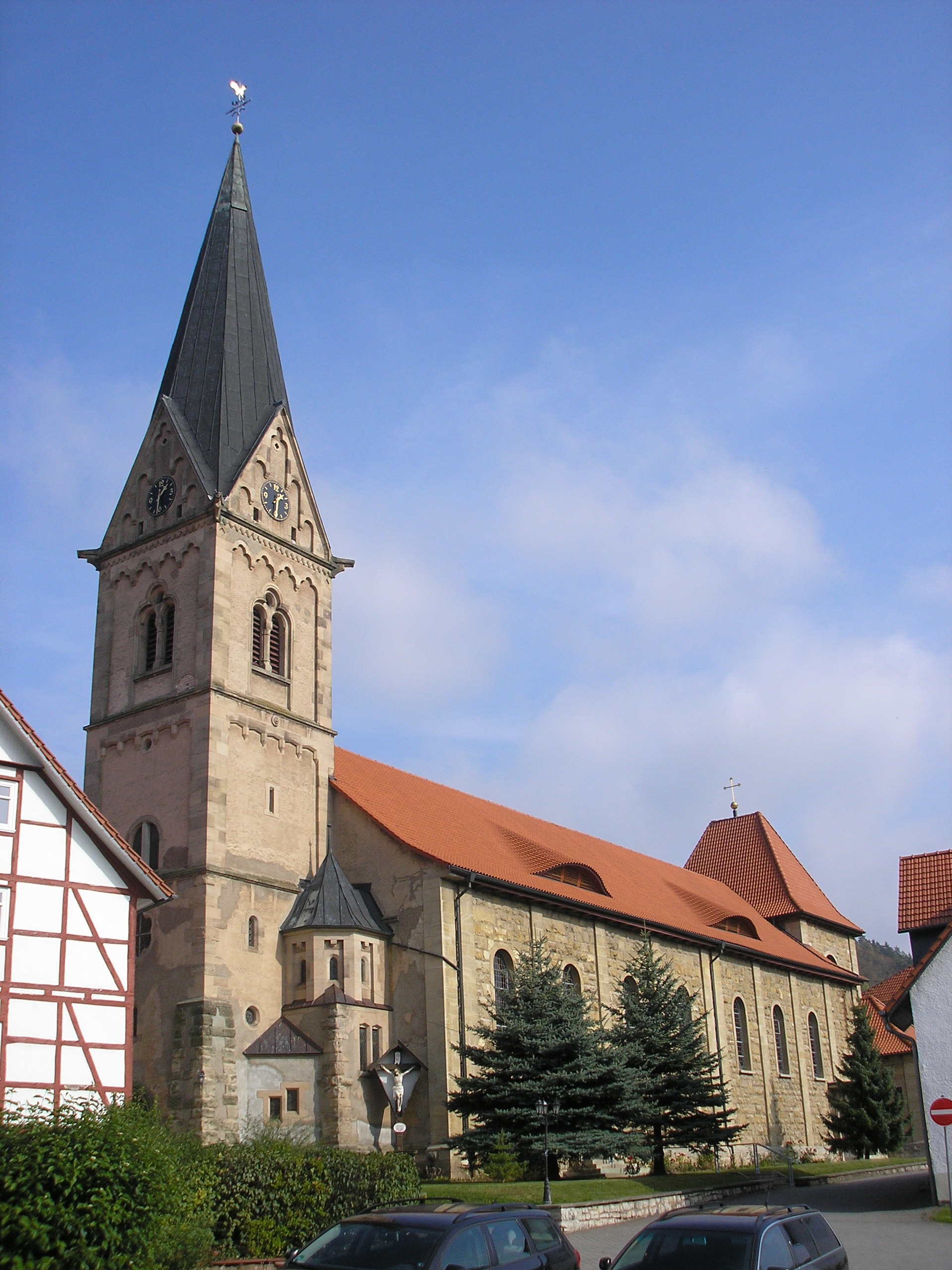
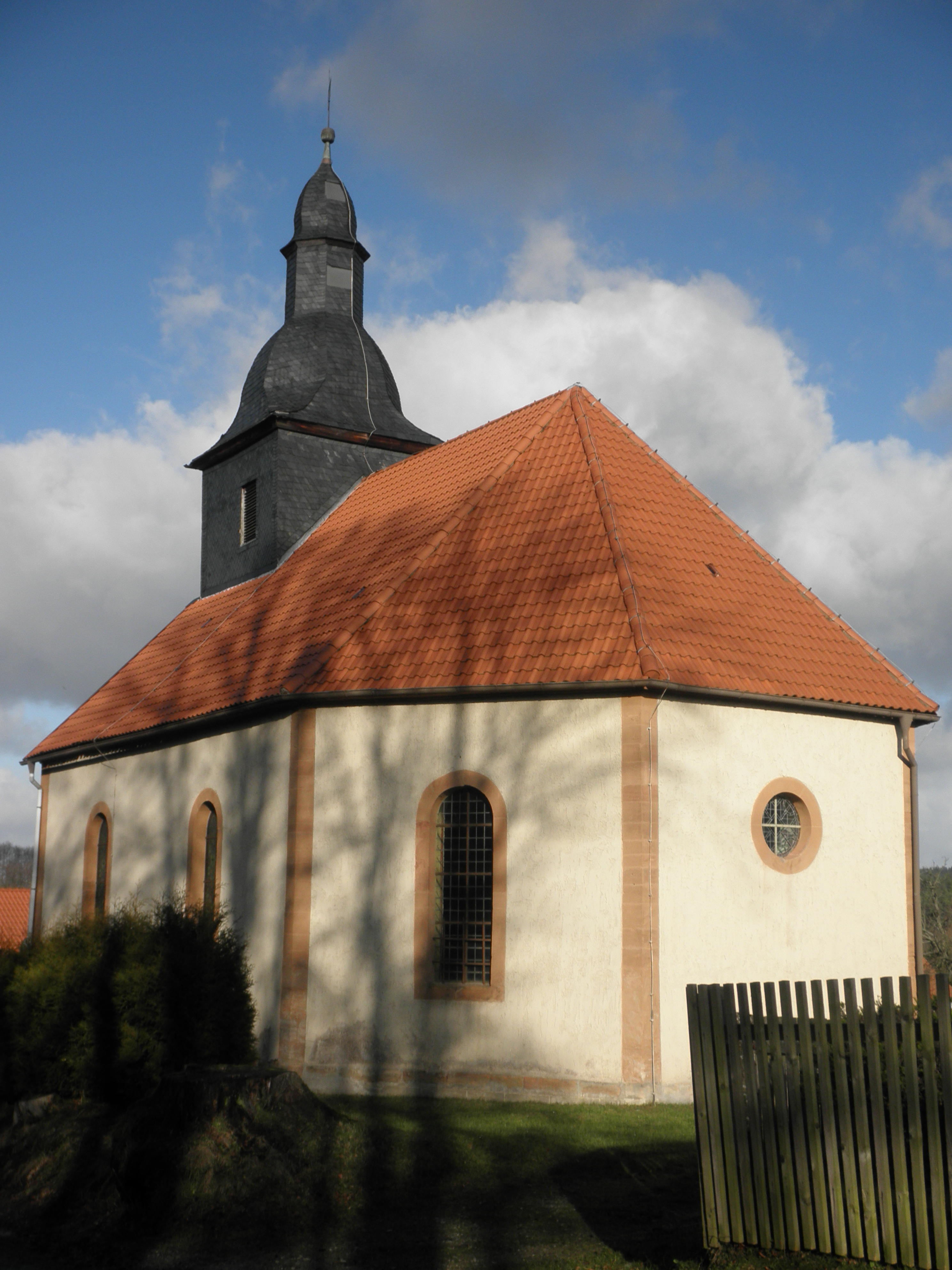
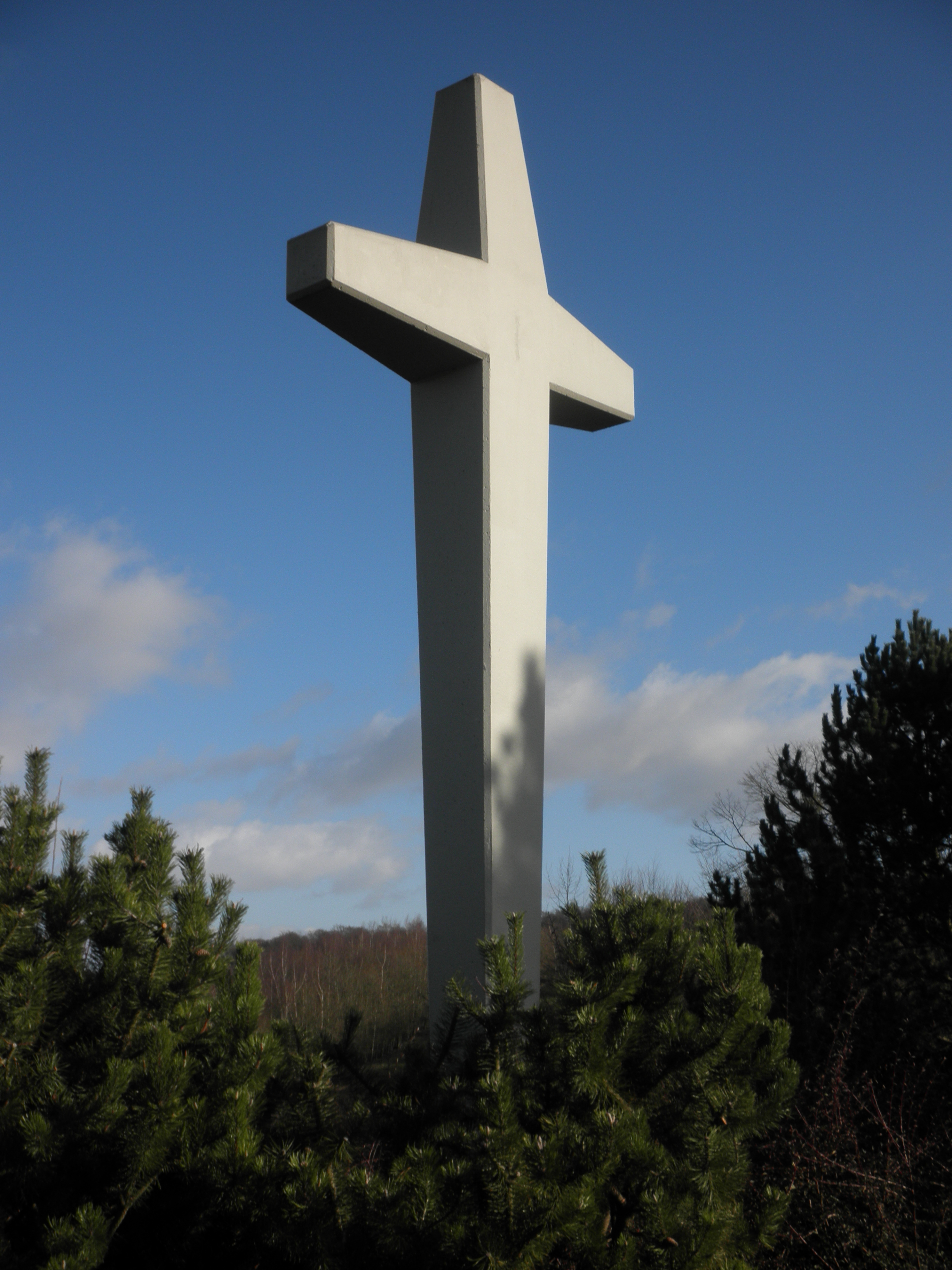